# Râul Valea Rece, Bistrița
Râul Valea Rece este un afluent al râuului Bistrița, care la rândul său este un afluent al Olt.